# Хеффлинг, Норберт
Но́рберт Хе́ффлинг (20 июня 1924, Черновцы — 18 апреля 2005, Брюгге, Фламандский регион) — футболист, нападающий, футбольный тренер.

## Биография
Норберт Хеффлинг родился в Черновцах на Украине, которые тогда входили в состав Королевства Румынии, с 1940 года Черновцы входят в состав СССР. Вероятнее всего, являлся этническим немцем, так как в Черновцах была немецкая община. Юный Норберт прошёл школу буковинского футбола. По неподтвержденным данным, возможно, тренировался в составе киевских команд.

### Карьера игрока
В 1945 году в составе команды «Динамо» (Черновцы) стал серебряным призёром Спартакиады Украины. Затем выступал за румынскую команду второго дивизиона «Чиоканул» (Бухарест), в котором за полтора сезона забил 24 гола. В то же время возможно выступал за Сборную Румынии. В 1948 году во время зимнего межсезонья перебирается в одну из сильнейших команд Венгрии МТК из Будапешта. Всего за 24 игры забил 23 гола.
В те годы в итальянской Серии А играло множество венгров. Вероятно кто то из них подсказал тогдашнему президенту «Лацио» Ремо Дзеноби о результативном форварде из Будапешта. Первый круг сезона 1948/49 «Лацио» провалил, оказавшись на последнем месте и нуждался в усилении. Так 1 февраля 1949 года Норберт Хеффлинг подписал контракт с римским «Лацио» и предстал вместе с Ремо Дзеноби перед 5000 тысячной толпой итальянских тиффози, молча простояв несколько десятков минут крепко прижав пару бутс. Из за ошибки Ремо Дзеноби на презентации иногда итальянцы ошибочно его называли Хофминт.
 Ремо Дзеноби: —  Хофминт — полурусский, поляк, полурумын, центрфорвард. 
Дебют в Серии А пришёлся на 13 февраля 1949 года в котором «Лацио» играл на выезде в Бергамо против местной «Аталанты», матч закончился со счётом 1:1. Таким образом Норберт Хеффлинг стал первым футболистом с Украины и из СССР в Серии А. Уже в своей третьей игре Хеффлинг забил первый гол в Серии А, это произошло в Риме 13 марта 1949 года на 41 минуте матча против «Торино», который закончился вничью 2:2. Всего же во втором круге сезона 1948/49 Норберт Хеффлинг провёл 10 матчей и забил 1 гол, а его клуб занял 13 место.
На поле Хеффлинг отлично выбирал позицию, хладнокровно рассчитывал действия, даже забив гол не улыбался и не показывал эмоций. Выступал на позиции левого и центрального форварда. В повседневной жизни был немногословен, старался быть незамеченным. Фоторепортерам приходилось устраивать настоящую охоту за снимком Хеффлинга.
По-настоящему раскрыться ему удалось в сезоне 1949/50 с появлением в команде молодого парагвайца Дионисио Арсе. Он был полной противоположностью Хеффлинга, буйный, недисциплинированный, мог во время матча плюнуть в лицо арбитру. Этот дуэт отлично дополнял друг друга на поле, и Норберту удалось в 29 матчах забить 13 голов, а его команда заняла 4 место. Следующий сезон его команда также заняла 4 место, а Хеффлингу удалось забить 11 голов в 30 матчах. Несмотря на успехи президент «Лацио» Ремо Дзеноби расстался с парой своих бомбардиров, Норберт Хеффлинг был продан в клуб «Про Патрия», а Дионисио Арсе в «Наполи». Всего же в «Лацио» Норберт Хеффлинг провёл 72 игры, забив 25 голов.
В новой команде «Про Патрия» в первом сезоне Норберт проводит 30 матчей и забивает 7 голов, а команда занимает 9-е место в Серии А. Следующий год команда проводит невзрачно и по итогам сезона 1952/53 «Про Патрия» занимает последнее 18-е место и покидает Серию А, Норберт Хеффлинг провёл в нём 27 матчей и забил 6 голов. Сезон 1953/54 проводит во втором по значимости лиге Италии Серии Б. Его команда занимает 2-е место и за право выступать в Серии А 6 июня 1954 года в Риме встретилась с «Кальяри», которую обыграла 2:0. Всего в сезоне 1953/54 Норберт Хеффлинг провёл 31 матч и забил 11 голов. Следующий сезон 1954/55 в Серии А Хеффлинг провёл 31 матч и забил 8 голов, а команда вновь заняла последнее 18-е место. Но из-за того что «Удинезе» и «Катания» были опущены в Серию Б, «Про Патрия» избежала понижения в классе.
Несмотря на это в 1955 году Норберт Хеффлинг покидает клуб и переходит в крепкий середняк Серии А того времени клуб «Ланеросси Виченца». В целом он провёл за сезон всего 9 матчей и забил 1 гол, команда же заняла 9 место.
В августе 1956 года Норберт Хеффлинг находился в тренировочном лагере миланского «Интернационале», но из-за переизбытка иностранцев в команде, контракт подписать не удалось и Норберт Хеффлинг в возрасте 32 лет решил завершить карьеру игрока.
Всего в Серии А Норберт Хеффлинг провёл 169 матчей и забил 47 голов, в Серии Б 31 матч и 11 голов.
| Статистика выступлений в клубах | Статистика выступлений в клубах | Статистика выступлений в клубах | Статистика выступлений в клубах | Статистика выступлений в клубах | Статистика выступлений в клубах |
| ------------------------------- | ------------------------------- | ------------------------------- | ------------------------------- | ------------------------------- | ------------------------------- |
| Сезон                           | Команда                         | Страна                          | Лига                            | Матчи / Голы                    |                                 |
| 1945/46                         | Динамо (Черновцы)               | Флаг СССР                       | -                               | -                               |                                 |
| 1947                            | Чиоканул (Бухарест)             | Флаг Румынии                    | 2                               | 24 / 22                         |                                 |
| 1948                            | Чиоканул (Бухарест)             | Флаг Румынии                    | 2                               | 9 / 2                           |                                 |
| 1948                            | МТК (Будапешт)                  | Флаг Венгрии (1946—1949)        | 1                               | 12 / 12                         |                                 |
| 1949                            | МТК (Будапешт)                  | Флаг Венгрии (1946—1949)        | 1                               | 12 / 11                         |                                 |
| 1948/49                         | Лацио                           | Флаг Италии                     | Серия А                         | 10 / 1                          |                                 |
| 1949/50                         | Лацио                           | Флаг Италии                     | Серия А                         | 29 / 13                         |                                 |
| 1950/51                         | Лацио                           | Флаг Италии                     | Серия А                         | 33 / 11                         |                                 |
| 1951/52                         | Про Патрия                      | Флаг Италии                     | Серия А                         | 30 / 7                          |                                 |
| 1952/53                         | Про Патрия                      | Флаг Италии                     | Серия А                         | 27 / 6                          |                                 |
| 1953/54                         | Про Патрия                      | Флаг Италии                     | Серия Б                         | 31 / 11                         |                                 |
| 1954/55                         | Про Патрия                      | Флаг Италии                     | Серия А                         | 31 / 8                          |                                 |
| 1955/56                         | Ланеросси Виченца               | Флаг Италии                     | Серия А                         | 9 / 1                           |                                 |
| Итого                           | '                               | '                               | '                               | 257 / 105                       |                                 |

### Тренерская карьера
Свою тренерскую карьеру Норберт Хеффлинг начал в бельгийской команде «Брюгге» в возрасте 33-х лет. В этой команде он первый заложил профессиональный фундамент в «Брюгге». Улучшал тактические навыки, основное внимание уделял организации обороны. С каждым игроком глубоко поддерживал человеческие отношения. Контролировал питание футболистов, вплоть до того у какого мясника заказывать мясо. Команда вышла в элитный дивизион чемпионата Бельгии, который покинула 7 лет назад. В 1962 году команда заняла 5 место. В 1963 году из-за конфликта со звёздным игроком Фернардом Говардсом, а также разногласий с руководством, Норберт Хеффлинг, после 6 лет в команде, покидает её и подписывает соглашение с нидерландским грандом «Фейеноордом». Но проявить себя ему не удалось и через год Хеффлинг возвращается в Бельгию помочь клубу «Моленбек» выйти из Второго дивизиона. В первом же сезоне его клуб выиграл первенство и вышел в элитный дивизион. Всего же в этой команде он провёл с 1964 по 1967 год.
В 1967 году снова возвращается в «Брюгге» и выигрывает первый в истории команды Кубок Бельгии.
В 1968 году подписал контракт с «Андерлехтом», который до этого 5 лет подряд становился чемпионом. Но продолжить победную серию не удалось, поэтому он был уволен в по прошествии нескольких месяцев.
В 1969 году снова возвращается во второй дивизион в команду «Даринг Клуб» из Брюсселя, но вывести в элиту ему её так и не удалось. В 1972 году он стал тренером команды 3 дивизиона «Остенде» из прибрежного города. Там ему удалось вывести команду в элиту, а команда в 1976 году заняла историческое рекордное для себя 12 место в Jupiler League. Но из-за сложившейся группы игроков которые были в оппозиции к тренеру Норберт Хеффлинг покинул команду, несмотря на отличные результаты команды.
После года отпуска в 1977 году он возглавил команду второго дивизиона Бельгии «Гент», но вывести её в элитный дивизион не удалось и он покинул команду. И в возрасте 54 лет, в 1978 году, Норберт Хеффлинг решил завершить с футболом. Но в 1980 году он откликнулся на просьбу своей бывшей команды «Про Патрия», которая тогда прозябала в Серии С2. Норберт Хеффлинг был тренером итальянской команды один сезон 1980—1981, им был заложен фундамент который позволил команде выйти в Серию С1 в следующем сезоне.
После выхода на пенсию Норберт Хеффлинг жил в Бельгии, где у него был совместный бизнес с его женой и сыном Пьетро. Скончался в возрасте 80 лет в Брюгге.

## Достижения

### Игрок
- Серебряный призёр Спартакиады Украины 1945
- Первый футболист Украины и СССР в итальянской Серии А

### Тренер
- Чемпион Второго дивизиона Бельгии 1965
- Обладатель Кубка Бельгии 1968